# トゥルッフ・トゥルウィス
トゥルッフ・トゥルウィス（ウェールズ語発音: [tuːɾχ tɾʊɨθ]）は、アーサー王伝説のおける怪物級の猪で、ウェールズ語で書かれた『マビノギオン』（1100年頃）の枝篇のひとつ『キルッフとオルウェン』では、アーサー王やその一族郎党や、他に加えられた特殊能力者、猟犬、道具などを得てのち、初めてその狩猟に挑み必須アイテムの取得を果たし、王の縁者キルッフの婚姻探求を助太刀する。
アーサー王の猟犬はウェールズ語の物語ではカヴァス（ウェールズ語: Cafall）だが、その伝承はより古く、ラテン語の史書『ブリトン人の歴史』（9世紀）にも王が猟犬カバル（ラテン語: Cabalを伴わせてトロイント（ラテン語: Troynt）を狩ったという故事が記載される。
また7世紀の古哀歌「Gwarchan Cynfelyn キンヴェリンの詩歌）」（仮訳題名）にもこの猪名（単語）が言及されており、これが文献上の初出である。他にも、中期ウェールズ語時代の数編に言及されている
ウェールズ語で「猪トゥルウィス」の意と解すことが出来、かつてはアイルランド神話における猪トリアス（Triath）よりの派生語か同根語との論説も提唱されたが、近年では関連性に否定的見解がみられる（ § 語源参照）。

## ブリトン人の歴史
アーサー王が猪トロイント（≈トゥルッフ・トゥルウィス）を、猟犬カバル（≈カヴァス）を用いて狩ったという故事は、古くは伝ネンニウス著『ブリトン人の歴史』（9世紀）写本の多くに付帯する「ブリタニアの奇蹟」（De Mirabilibus Britanniae）と呼ばれる部分にみつかる。（全文はブリトン人の歴史 § アーサーの犬カバルの引用を参照）。猪トロイントの名は、正しくはトロイトの異読みを取るべきだともされる。

## キルッフとオルウェン
中世ウェールズの物語集『マビノギオン』の枝篇「キルッフとオルウェン」によれば、トゥルッフ・トゥルウィスは、タレッズ公（タレッズ・ウレディク）の息子で、元は王族だったがその罪ゆえに神によって豚類（hwch）に変身させられた。毒のしたたる剛毛をもち、耳の間に櫛と鋏と剃刀を隠し持つ。
このキルフッフ求婚譚（花嫁探しの旅）では、主人公キルフッフは、継母の呪いによって、イスバザデン・ペンカウルの娘オルウェンのみしか妻に娶ることはできない運命となる。

### 課題
その探求（花嫁と婚姻）を成就するには、イスバザデンが課する39の課題（anoeth、複数形anoetheu）を達成せねばならない。
トゥルッフ・トゥルウィスの耳のあいだの櫛・鋏・剃刀はそのうちの最大難関である。当初言及されない剃刀は、後のくだりで追加されている。 この猪より得た理髪用アイテムも含め、課題のほとんど多くは、新婦の父たるイスバザデンの髪や髭を整えるためのものである。

### 付帯する課題
イスバザデンは、トゥルッフ・トゥルウィスを狩れるのはエリの息子グライト　飼っている犬ドゥルトウィン のみで、さらにその犬用の繋ぎ紐（リーシュ）、首輪、鎖が要り、その犬を使い慣らせる唯一の猟犬使いモドロンの息子マボンを勧誘しなければならない。
しかしこれ以外にも、この猪狩りには犬が必要である（詳細はカヴァス § 犬のリスト）。リムヒの二匹の仔狼が要るとされるが、これらが得られたという記述に欠ける。しかし、本来はその二匹のためのリーシュは、髯男ディシスの髭を引っこ抜いて作られる。この二匹も扱い手が指名されていた。更には、アネトとアイスレムという犬たちは、ついにトゥルッフ・トゥルウィスがコーンウォールから海へと追われた結末後も、泳ぎ追い続けたという。
他にも、特定の人員や、馬・装備など、結局はアーサー王（アルスル）と、お抱えの狩人たちどももが要求されている:
- ゲール人ガルセリトというアイルランドの首席狩人（pen-cynydd Iwerddon）[52][53][注 17]
- ニッズの息子グウィン（英語版）を狩人に[54][注 18]
  - その乗馬としてディ（Du）[56]
- フランス王グウィレンヒン[57][注 19]。
- アリン・ダヴェドの息子（mab Alun Dyfed）[60][注 20]を犬の放ち役[61]
- ブルッフ、キヴルッフ、セヴルッフら三名他、うからやから[63][注 21]

巨人ウルナッハ（Wrnach Gawr）の剣（cledyf））は、この猪を殺しうる唯一の武器という触れ込みだったが、アーサーの手の者が巨人を斃すのに使ったものの、猪には果たして試されなかった。

### 狩猟の経緯
トゥルウィス猪の狩猟は、作品後半の大部分を占めるﾞ､その追跡の様子は、地理的な行程、動員される人海を含め詳細に描写される。キルッフ自身も参加するが、アーサーと郎党が活躍する。
トゥルッフ・トゥルウィスとその七匹の子猪は、アイルランドまで遠征してアーサー軍が見つけ出した。そこからウェールズまで追いたて、けっきょくコーンウォールで追い詰めた。メヌーは、鳥の姿を借り空飛ぶ斥候となってアイルランドを探索、目的の櫛・鋏を持った猪と七匹の子猪を発見。急下降して宝を掠め取ろうとするが、銀色の剛毛一本のみをついばみ、毒がつたわって不随となる。
アーサー勢の戦いの末、猪はアーサーの本国に移動し、ユーヤスとタウィーの間（y rwng Tawy ac Euyas; "Tawy and Ewyas"、不詳だがウェールズ南東部あたり）を侵した。アーサーは、セヴァーン河口（ウェールズ語: Aber Hafren）に諸々の軍勢を終結させ、特にコーンウォルとデヴォンの者たちに、なんとしても猪をその河口付近に足止めさせろ、と命じた。結局は封じこめにに失敗して突破されるが、セヴァーン川に押さえつけているうちに剃刀・鋏そして櫛を奪取するに成功した。猪は川底に足がかりをつけた拍子に飛び出してしまったが、コーンウォルの端まで追い詰め、海に転落させた。どこに行ったか行方知れずだが、いまだにアネトとアイスレムの2匹が追いつづける、と伝わる
ちなみにもう一頭、猪の長エスキスエルウィンの狩猟も、イスバザデンの理髪には必要であった。

## 語源
ウェールズ語twrchは「猪、豚」の意であり、トゥルッフ・トゥルウィスは「猪・トゥルウィス」を意味する。アイルランド伝承の猪王トリアス（Triath ri torcraide）と同源の可能性は提示されたが、疑問視もされる。ジョン・リースは、古アイルランド語の言葉が中世ウェールズに移入された可能性を是としたが、 レイチェル・ブロムウィッチは、そのような文化交流が必ずしもあったと結論付けるには至らない、とした。
ブロムウィッチによれば、"Trwyth" の綴りは書写生の誤記に由来するもので、元来の語形はtrwydだとしている。一方、このtrwyd の語尾子音 -d と -t の混同により、ラテン語文書ではTroyntやTroitの名称が生じたとする。古い形がTrwydであることは、既述の古歌「キンヴェリンの詩歌」（仮訳名）の出例でも確認できる

## フランス文学への派生
トゥルッフ・トゥルウィスは、フランス文学のアーサー物語で、人間や他の猪に姿を変えて再登場させられている、という考察がある。
クレティアン・ド・トロワ作の『エレックとエニード』に登場する円卓騎士 アレスの息子トール（Tor le fils Arés, アリエスの子トー卿）が、そのような再登場だという説は、イドリス・レウェリン・フォスターが提唱した。さらには、この「アレス」こそが、じつは正しく伝承された、本来の父親の名前に近いのだ、という意見すらある。
また、トゥルッフ・トゥルウィスのキャラクターは、円卓騎士カラドックの物語のなかで、その数奇な兄弟として再登場させられた、という説がある。これは『ペルスヴァル第一続編』の一部、いわゆる「カラドックの書」で展開される。カラドックは、自分が由緒正しい貴族の父親ではなかったと知って激怒し、母を寝取った相手の間男（すなわち実父）である魔術師エリアヴル（Eliavres）に強制的に、牝馬、牝犬、雌豚と交尾させ、その獣からそれぞれカラドックの兄弟たちが生まれた。雌豚の子は猪でトルタン（Tortain）と名付けられており、これがウェールズの猪トゥルウィス伝承に由来する、とガストン・パリスが提唱した。